# Індійська філософія
Індійська філософія — загальна назва для філософських напрямків, що зародилися на індійському субконтиненті; сукупність філософських теорій всіх індійських мислителів, давніх і сучасних, індусів і неіндусів, теїстів і атеїстів.
З найдавніших часів індійська філософія розвивалася безперервно, без крутих поворотів, подібних до тих, що пережила західна філософія, яка часто змінювала напрямок свого розвитку. Її найдавніші, і сьогодні прийняті вважатися святими документи, містяться в Ведах (1500 років до н. е.). Майже вся література з індійської філософії написана мовою знавців мистецтва і вчених — на санскриті. Оскільки більша частина змін в індійській філософії була пов'язана з коментуванням основних, визнаних авторитетними текстів, старі європейські філософські дослідники вважали, що індійську філософію слід визначити як передісторію філософії, в той час як в дійсності її розвиток йшов паралельно з розвитком західної філософії, хоча і в інших формах. Питання про існування в Індії еквівалента європейського терміна «philosophia» — традиційний предмет дискусії в індології, на який вченими і філософами даються різні, часто протилежні відповіді. Подібно до середньовічної західноєвропейської філософії, індійська філософія також займалася переважно релігійними проблемами, проте вона приділяла більше уваги роздумам над пізнанням трансцендентного. Оскільки індуси вірять у вічність циклічно відновлюваного світового процесу, вони не створили власної філософії історії. Естетика і вчення про суспільство і державу є у них окремими особливими науками. У своєму історичному розвитку індійська філософія розпадається на три періоди:
- Ведійський період (1500—500 рр. до н. е.)
- Класичний, або брахмано-буддійський (500 до н. е. — 1000 н. е.)
- Період післякласичний, або індуїстський (з 1000).

## Ведійський період
Світогляд Рігведи й інших вед, а також брахманізму (тексти про жертвопринесення, від 1000 року до н. е.), — є крайнім плюралізмом: боги, люди, тварини, рослини, елементи, пори року, сторони світу, жертвопринесення, якості, частини тіла, духовні здібності тощо — все є наділеними життям субстанціями, які пов'язані один з одним, взаємно проникають один в одного і можуть перетворюватися одна в іншу, що досягається за допомогою магічних дій. Число цих можливостей зменшується, оскільки ми дедалі більше виявляємо їх генетичне відношення один до одного: кожен вогонь є проявом Бога вогню, кожне око — проявом Бога сонця і так далі. Світ і його явища розглядаються як вдосконалення первинної сутності (пуруші). У філософських трактатах упанішад (таємне вчення, з 800 до н. е.) вчення про загальну єдність знаходить свою дійсну для всього пізнішого часу форму в погляді, що в основі космосу лежить вічно суще — Брахман, з якого розвинулося все існуюче, і яке тотожне вічному внутрішньому ядру індивіда, Атману. Там же розвивається теорія про переселення душ, про визначальну згодом дію хороших і поганих вчинків — карму, яка обумовлює нове існування живої істоти, як і пристрасне бажання вирватися з кругообігу повторюваних народжень — сансари — завдяки аскетизму і надбанню вищого пізнання — вирішального чинника всієї подальшої історії духу.

## Класичний період
Протягом цього періоду проявляється зацікавленість до етичних проблем. Агностики, матеріалісти і фаталісти виступають проти брахманів і реформістів. Поряд з брахманізмом виступають тепер атеїстична локаята та віровчення. Розвиваються школи філософії під назвою даршан.
Дев'ять класичних шкіл індійської філософії поділяють на ортодоксальні (астіка), тобто такі, що визнають авторитет Вед, та неортодоксальні (настіка), тобто ті, що авторитет Вед не визнають.
Ортодоксальних шкіл шість:
- Ньяя — школа логіки
- Вайшешика — атомістична школа
- Самкх'я — школа перечислень
- Йога — школа Патанджалі, яка приймає метафізику самкх'я
- Пурва міманса — школа ведичних ритуалів
- Веданта — школа традиції Упанішад з наголосом на ведичній філософії

Три неортодоксальні школи:
- Буддизм
- Джайнізм
- Чарвака

## Індуїстський період (від 1000р.)
Буддизм в Індії згасає, джайнізм втрачає своє значення. Веданта і ньяя-вайшешика ще продовжують розвиватися; характерним є насамперед виникнення реалістичних вішнуїтської і шиваїтської систем, які в схоластичній формі намагалися довести, що Брахман брахманістських сутр і є Бог Вішну, або Шива. Над цими вченнями почасти панували тантризм і шактизм. З 1000 року під впливом ісламу виник ряд монотеїстичних віровчень: (кабірпантхи, сикхізм).

## Сучасний період

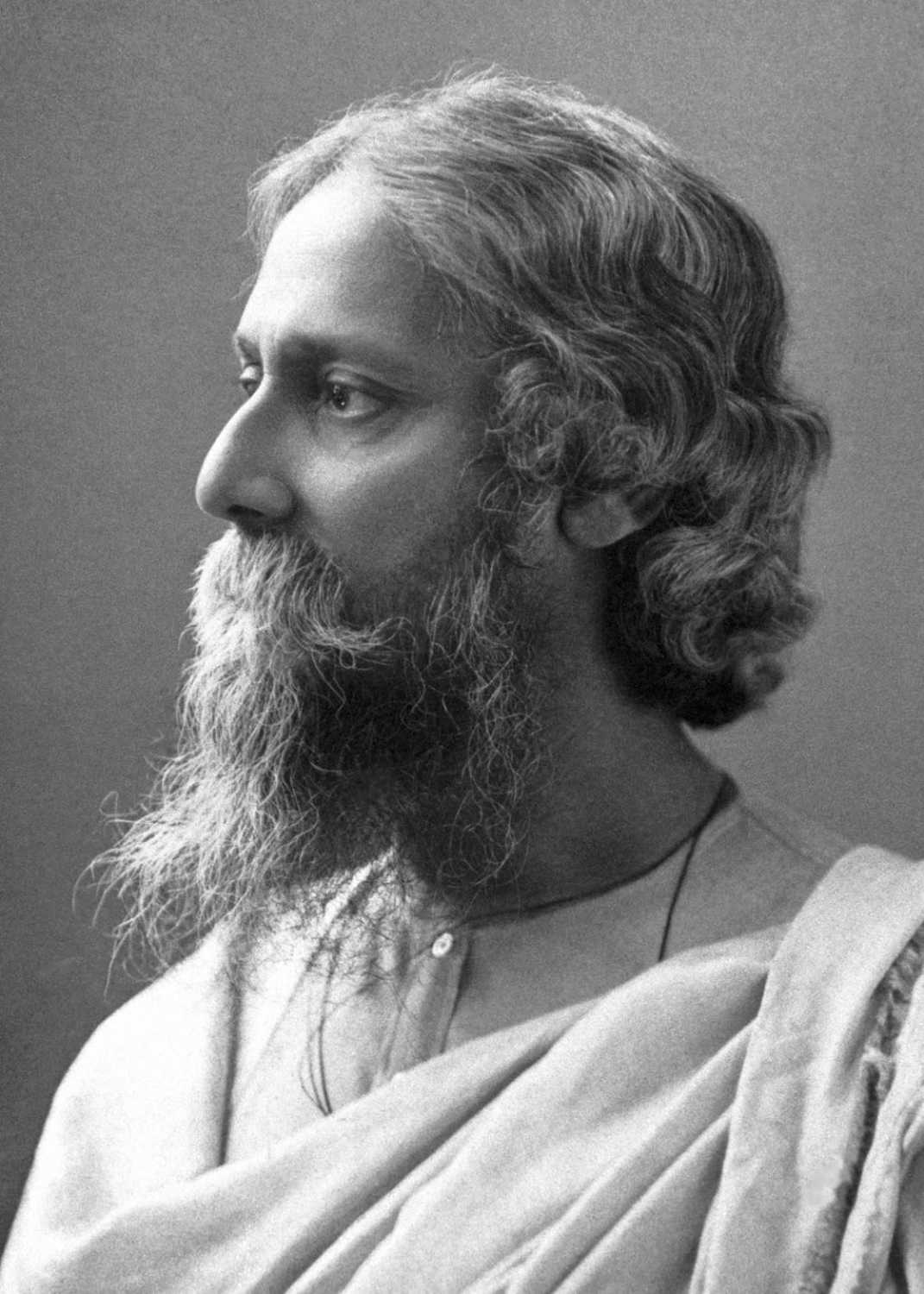
Рабіндранат Тагор у Колкаті, 1909

Індійська філософія справила величезний вплив на світову культуру. Один із найбільших німецьких філософів XIX століття Артур Шопенгауер під впливом Упанішад першим серед відомих європейських мислителів здійснив синтез західноєвропейської та індійської філософії.
Особливу роль в популяризації індійської філософської думки в США і Європі зіграв в кінці XIX століття індійський філософ і громадський діяч Свамі Вівекананда.
C XIX століття під впливом західноєвропейської думки — такі вчення, які представляють собою модернізований теїзм, або пантеїзм (Брахмо-самадж, Арья-самадж, вчення Р. Тагора, М. Ганді, Ауробіндо Гхоша). Індійський філософ Дев Атма (1850—1929) створив систему філософського натуралізму. Сучасна індійська філософія (Сарвепаллі Радхакришнан) докладала зусиль, щоб з'єднати індійське і західне поняття блага. На індійської філософії ґрунтується духовний гібрид Олени Блаватської — теософія (теософське товариство було засноване в 1875, місцеперебування — Ад'яр, поблизу Мадраса) і похідні від неї напрями (антропософія і ін.). Серед представників індійської філософії XX століття можна назвати Пуллу Тірупаті Раджу (1904—1992), Дайя Крішну (нар. 1924), Праваса Дживан Чаудхурі (1916—1961), Абдул Рахмана (нар. 1923), К. Сатчідананда Мурті (нар. 1924), Мар Грегоріоса (1922—1996). Слід враховувати, що багато сучасних індійських філософів, зберігаючи нерозривний зв'язок зі своєю філософською традицією, живуть і працюють за межами Індії. Одним з найзначніших із них є Джітендра Натх Моханті (нар. 1928). Він відомий і як філософ-феноменолог і як історик індійської філософії. Серед філософів, які дотримуються марксистської традиції, широку популярність здобув Дебіпрасад Чаттопадх'яя (1918—1993), що зробив значний внесок у вивчення давньоіндійської філософії.
На Заході з'явилося чимало течій, які використовують елементи індійської філософії, які пізніше увійшли в культуру нью-ейдж.

## Тексти 6 даршан Індії
- Ньяя-даршана: न्यायसूत्र - गौतम (Ньяясутра Гаутами)

- Вайшешіка-даршана: वैशेषिकसूत्र - कणाद (Вайшешікасутра Канади)

- Санкхья-даршана: "Вчення Господа Капіли" (частина Шрімад-Бгагаватам) А.Ч.Бгактіведанта Свамі Прабгупади

- Йога-даршана: योगसूत्र - पतंजलि (Йогасутра Патанджалі)

- Мімамса-даршана: मीमांसासूत्र - महर्षि जैमिनि (Мімамсасутра Джайміні)

- Веданта-даршана: ब्रह्मसूत्र - महर्षि व्यास (Брахмасутра Вйаси)